# 金沙江
金沙江是中国长江上游自青海省玉树市巴塘河口至四川省宜宾市岷江口的段落。金沙江流经中国西部的青海、西藏、四川、云南，全长2,308千米，流域面积34万平方千米，平均水流量1400立方米/秒。有无量河、雅砻江、普渡河、牛栏江、横江等支流。
奔流在川藏边境沙鲁里山和芒康山之间，到云南省玉龙县石鼓镇急转北流，深切高原，构成著名的虎跳峡，水流湍急，两岸悬崖飞瀑，落差达3,300米，是世界上最深的峡谷之一。

## 名称
战国时代《尚书·禹貢》、《山海经》等书中记载的黑水可能指金沙江，但语焉不详，后世争议颇多，今日并无定论。《汉书·地理志》等书中称金沙江为繩水。《說文解字》将雅砻江口以上的金沙江叫做淹水，而雅砻江口以下的一段金沙江则与雅砻江共同作为干流若水。到了三国时代金沙江以瀘水闻名。《旧唐书·贾耽传》等称金沙江为麗水，唐代亦有称为麗江或神川。金沙江长期被认为是长江支流，直到明朝徐霞客经过实地考察后提出金沙江是长江正源。
彝族称金沙江为“阿伙史依”（羅馬化：Axhuo Shyxyy）。

## 各部分
上游
玉树巴塘河口至石鼓镇“长江第一湾”
中游
石鼓镇“长江第一湾”至攀枝花雅砻江口。石鼓以上流域PMF（可能最大洪水）洪峰流量16200m3/s，30日洪量291×10m3.
下游
攀枝花雅砻江口至宜宾岷江口

## 渡口

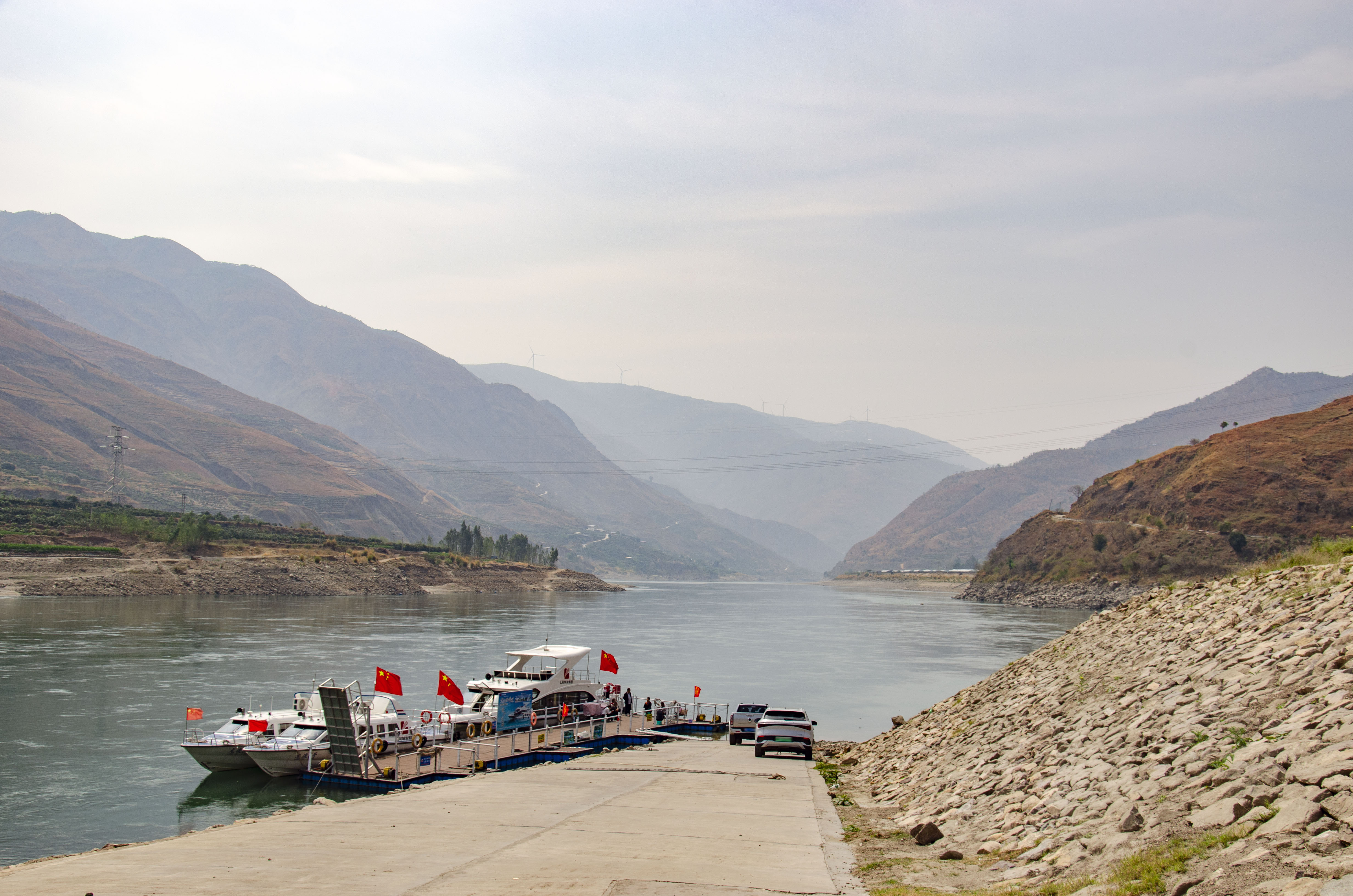
鱼鲊大桥下的拉鲊古渡。诸葛亮《出师表》中有“五月渡泸”一句，学界考证该渡口为蜀军渡泸由川入滇的主要渡口。

- 涛源渡
- 陶家渡
- 鲊石渡
- 鱼鲊渡
- 龙街渡
- 皎平渡
- 格勒渡
- 华弹渡

## 干流水电站

### 上游
- 西绒水电站：正常蓄水位3515m。拟装机容量32万千万。
- 晒拉水电站：正常蓄水位3447m。拟装机容量38万千万。
- 果通水电站：正常蓄水位3366m。拟装机容量14万千万。

川藏边界初步规划装机容量961万千瓦。由华电金沙江上游水电开发有限公司（华电金上公司）负责开发。
- 岗托水电站（110万千瓦）正常蓄水位3215m
- 岩比水电站（30万千瓦）正常蓄水位3030m
- 波罗水电站（96万千瓦）正常蓄水位2989m
- 叶巴滩水电站：坝址位于金沙江支流降曲河口下游600米。坝址控制流域面积为173484平方公里，多年平均流量839立方米/秒。正常蓄水位2889m。总库容10.8亿立方米，调节库容5.37亿立方米。电站装机容量228.5万kW（含12.5万kW泄放生态流量机组）。[4]“高水头、大泄量、窄河谷”。2016年11月核准，2017年2月底水电站主体工程开工，计划2018年截流。上游距堰塞体约65公里，尚未截流。
- 拉哇水电站：4×50千瓦，多年平均年发电量90.89亿千瓦时。正常蓄水位2702m。枢纽工程主要由混凝土面板堆石坝、右岸2孔溢洪与生态放水洞和1条泄洪放空与生态放水洞、右岸地下厂房及地面开关站等组成，混凝土面板堆石坝最大坝高239米。计划2018年核准，2028年首台机组投产。
- 巴塘水电站： 2017年10月18日核准。2018年9月29日上午暨巴塘水电站开工典礼。计划2019年截流。正常蓄水位2545m。装机容量达75万千瓦、年发电量达34亿千瓦时。
- 苏哇龙水电站（116万千瓦）：库容7.81亿立方米，正常蓄水位2475m。总装机120万千瓦，年发电量54亿千瓦时。电站坝址控制流域面积18.4万km2，多年平均流量929m3/s。正常蓄水位2475m。2015年11月获得国家发改委核准。2017年11月21日上午11时实现大江截流，全面转入主体工程施工阶段，安全度汛、基坑开挖及大坝填筑。计划2020年底首台机组投产发电，2021年全面建成投产。打下了良好基础。
- 昌波水电站（106万千瓦）：正常蓄水位2385m。2018年9月6日，由水电水利规划设计总院组织的“昌波水电站预可研报告收口会议”在北京召开。

### 中游
共八座巨型梯级水电站，总投资累计高达1500亿元。电站总装机容量为2058万千瓦。
- 龙盘（虎跳峡）水电站：总装机容量420万千瓦，正常蓄水位为2010米。总库容371亿立方米，多年调节能力，工程总投资326亿元。云南金沙江中游水电开发有限公司
- 两家人水电站：距离虎跳峡下游2km，正常蓄水位1810m。总库容74.20万立方米，无调节性能。 装机容量3000兆瓦，多年平均发电量114.38亿千瓦/时。 投资额169亿元。云南金沙江中游水电开发有限公司
- 梨园水电站：装机容量4×600兆瓦。最大坝高155米，正常蓄水位1618米，死水位1602米，正常蓄水位库容为7.27亿立方米，周调节能力，总投资约161.2亿元。坝址PMF（可能最大洪水）洪峰流量17400m3/s，30日洪量299×10m3[2]。云南金沙江中游水电开发有限公司
- 阿海水电站：最大坝高130米，正常蓄水位1504.00米，库容8.06亿立方米；死水位1492.00米，死库容7.0亿立方米，日调节。装机容量200万千瓦，投资约136亿元。校核水位1421.07米，相应库容8.47亿立方米，云南金沙江中游水电开发有限公司
- 金安桥水电站：民企汉能控股。正常蓄水位1418m。右岸5孔开敞式溢洪道，最大泄洪流量14980立方米/秒。坝后厂房4×600兆瓦。最大坝高160米，坝顶长度为640米。总投资约139亿元。
- 龙开口水电站：坝顶高程1303米，最大坝高119米。正常蓄水位1298米，总库容 5.58亿立方米，日调节。装机容量180万千瓦。中国华能集团公司。
- 鲁地拉水电站：华电集团 正常蓄水位1223米，总库容17.18亿立方米，6×360兆瓦机组。
- 观音岩水电站：大唐集团。正常蓄水位1134米，库容约0.72亿立方米，5×60万千瓦机组，投资约209亿元。左岸、河中碾压混凝土重力坝和右岸粘土心墙堆石坝组成为混合坝，坝顶总长1158米，碾压混凝土重力坝部分最大坝高为159米，心墙堆石坝部分最大坝高71米。
- 金沙水电站：正常蓄水位1022m。四川省能投攀枝花水电开发有限公司。总装机容量560兆瓦。
- 银江水电站：正常蓄水位998.5m。华润电力控股有限公司。总装机容量390兆瓦。

### 下游

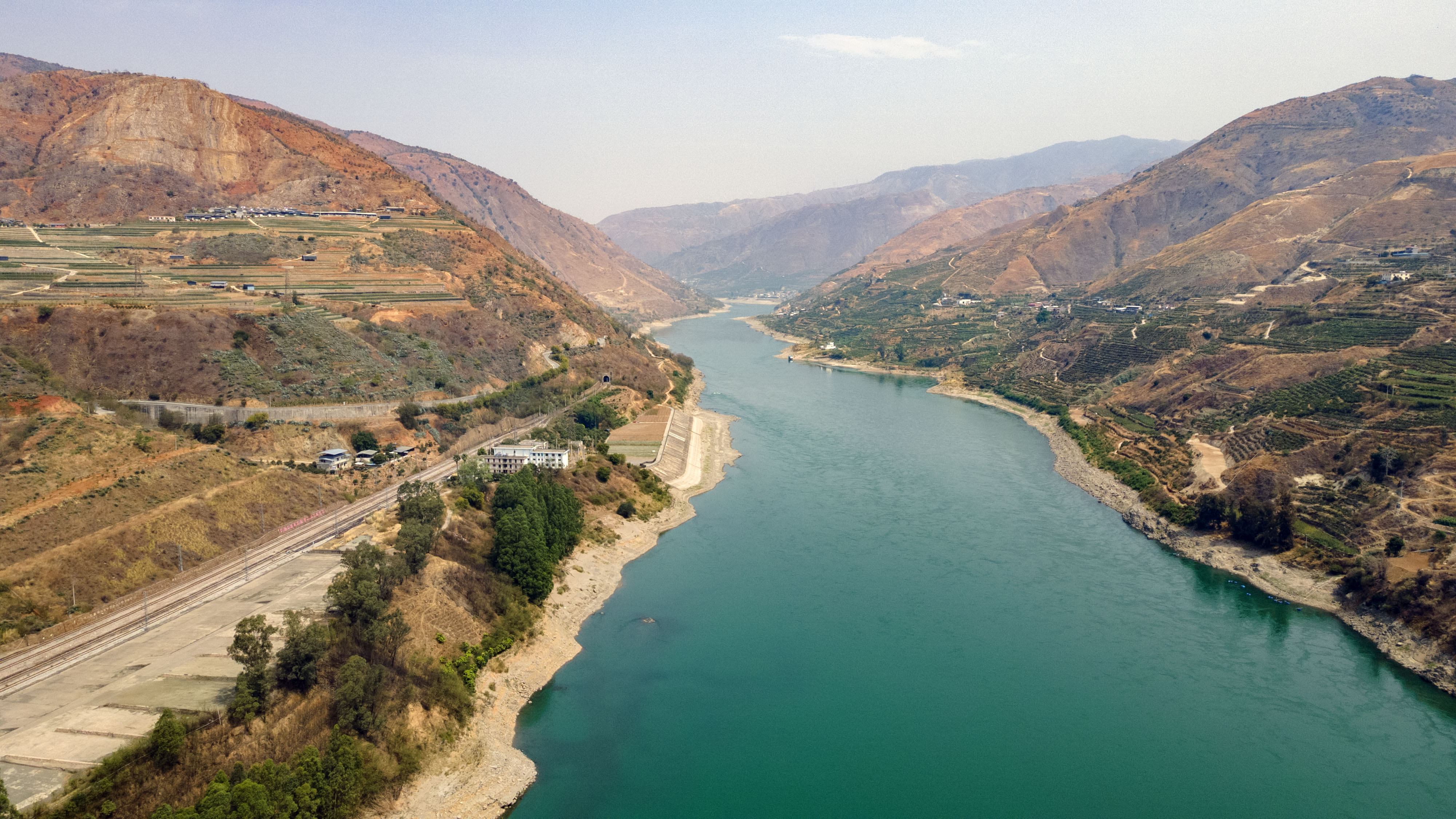
乌东德水电站蓄水后金沙江攀枝花/会理市河段

三峡总公司负责开发，规划的总装机容量为4210万千瓦，年发电量为1843亿千瓦时
- 乌东德水电站正常蓄水位975m。
- 白鹤滩水电站正常蓄水位825m。
- 溪洛渡水电站正常蓄水位600m。
- 向家坝水电站正常蓄水位380m。